# Mariano de Carvalho
Mariano Cirilo de Carvalho (Alenquer, Abrigada, 25 de Junho de 1836 – Cascais, Cascais, 19 de Outubro de 1905), mais conhecido como Mariano de Carvalho, foi professor e vogal do Conselho Superior de Instrução Pública, jornalista, político (deputado e Ministro da Fazenda e do Reino) e tradutor de obras de ficção. Foi o primeiro tradutor para português das obras de Júlio Verne.

## Biografia
Nasceu em Abrigada, Alenquer, a 25 de Junho de 1836, filho de um conhecido médico das Caldas da Rainha. Em 1850, aos 14 anos de idade, matriculava-se no curso da Escola Politécnica de Lisboa, seguindo depois o curso de Farmácia, em concluiu com muita distinção aos 18 anos. Por influência paterna, foi praticar para uma farmácia, que pouco depois abandonou, para voltar à Escola Politécnica com o objectivo de cursar Matemática, que concluiu, tendo como objectivo uma carreira na área da engenharia.
Estava na Escola do Exército a frequentar as cadeiras complementares para a engenharia militar, quando ganhou, por concurso, o lugar de repetidor da mesma escola, e no ano seguinte o de lente substituto das cadeiras de Matemática na Escola Politécnica, lugar para que foi nomeado por decreto de 22 de Abril de 1863. Foi promovido em 1877 à propriedade da primeira cadeira, lugar permaneceu até se jubilar.

## Participação jornalística
Em 1864 começou a sua vida jornalística, escrevendo na "Gazeta de Portugal", jornal fundado naquele ano pelo escritor Teixeira de Vasconcelos. Revelou-se desde logo um hábil polemista, estudando as questões com profundo critério e grande interesse, conservando se na redacção do periódico até 1867. Fundou depois o "Notícias", o "Novidades", o "Correio Português", e por fim o "Diário Popular", ganhando grande popularidade pelo vigor dos artigos e pela violência das controvérsias.

## Percurso político
Filiando-se no Partido Reformista, presidido pelo bispo de Viseu, D. António Alves Martins, Mariano de Carvalho foi eleito deputado pela primeira vez em 1870, pelo círculo da Chamusca, na legislatura que começou a 31 de Março e findou, pela dissolução, em 21 de Julho de 1870. Representou ainda o referido círculo nas legislaturas de 1870-1871, de 1871-1874 e de 1875-1879. Na legislatura seguinte (1879-1880) foi eleito por um dos círculos do Porto. Na de 1881-1884 representou o círculo de Timor e na seguinte o do Cartaxo.
No ano de 1876 acompanhou os seus correligionários reformistas na fusão com o Partido Histórico, em resultado do Pacto da Granja, que formou o Partido Progressista.
Foi pela primeira vez ministro, encarregando-se da pasta da fazenda, no gabinete presidido por José Luciano de Castro, por decreto de 20 de Fevereiro de 1886, funções que exerceu até 23 de Fevereiro de 1889. Novamente chamado aos conselhos da Coroa, para a mesma pasta da fazenda, por diploma de 21 de Maio de 1891, só assumiu o cargo a 9 de Junho, e exercendo-o até 17 de Janeiro de 1892, geriu também interinamente a pasta do reino desde 27 de Julho até 14 de Novembro de 1891.
Sendo o país representado na Exposição Universal de Paris em 1889 pela Real Associação de Agricultura e pela Associação Industrial Portuguesa, Mariano de Carvalho foi o representante do governo como fiscal daquelas agremiações.
Entre Junho e Dezembro de 1890 participou, em comissão do governo, numa viagem de estudo às colónias portuguesas da África Oriental e Ocidental, a bordo do vapor Malange. No seu regresso apresentou ao governo relatórios em que deu conta do desempenho da sua comissão, os quais se publicaram pelo Ministério da Marinha. Desembarcando em Lisboa, teve uma brilhante recepção. No teatro da Trindade realizou-se no dia 24 do referido mês de Dezembro um sumptuoso banquete oferecido por uma comissão de amigos, presidido pelo conselheiro Silva Amado, a que também assistiram José Luciano de Castro e Júlio de Vilhena.
No Congresso Vinícola Nacional, promovido pela Real Associação da Agricultura Portuguesa, que se realizou nos dias 5 a 8 de Fevereiro de 1900, com a assistência de 4.000 congressistas de todos os pontos do país, Mariano de Carvalho foi o representante do sindicato agrícola de Montemor. A abertura deste congresso foi presidida por D. Carlos, com a assistência da Rainha e do Infante D. Afonso.
Mariano de Carvalho empenhou-se na construção da linha de caminho de ferro para Cascais; e apresentou o plano de construção de um porto franco naquela vila e de uma linha férrea, que pela Quinta Marinha, seguisse até Colares.
Militante do Partido Progressista, entrou em ruptura com o partido, declarando-se independente. Nas colecções do Diário do Governo e do Diário das Cortes encontram-se de Mariano de Carvalho muitos projectos e propostas de lei, sendo alguns antecedidos de extensos relatórios e discursos.
A sua proposta de unificação da moeda açoriana (a Moeda Insulana) com a portuguesa, apresentada pela primeira vez em 1887 e depois renovada em 1891, foi um importante catalisador do processo de autonomia administrativa dos Açores. Quando o rei D. Carlos recebeu a 30 de Junho de 1891 a delegação açoriana que lhe foi apresentar o projecto de autonomia, fez-se acompanhar na audiência pelo então ministro Mariano de Carvalho.
No início do século XX, Mariano de Carvalho passou a estar mais envolvido na vida política setubalense, quer como deputado às Cortes, quer como Presidente da edildade entre 1901 e 1906.

## Obras publicadas
- Questão dos tabacos, discursos proferidos na Câmara dos senhores deputados nas sessões de 12, 13 e 15 de Abril de 1889, Lisboa, 1889;
- Questões de hoje, os planos financeiros do sr. Mariano de Carvalho, edição grátis, Lisboa, 1893. É uma série de artigos publicados no Diário Popular desde Fevereiro até Abril do mesmo ano, com uma introdução escrita por Mariano Pina. Esta edição foi feita a expensas de amigos políticos e pessoais do autor, segundo vem declarado no verso do frontispício.

Além dos seus trabalhos parlamentares e jornalísticos, traduziu para alguns editores o seguinte: 
- O homem da orelha quebrada, Lisboa, 1868, publicado pela antiga empresa da Biblioteca dos Dois Mundos;
- Aventuras de três russos e de três ingleses, de Júlio Verne;
- Viagem ao centro da terra, de Júlio Verne;
- O país das peles, de Júlio Verne;
- A galera Chanceler, de Júlio Verne;
- A bola de sabão, comédia em 3 actos, traduzida do italiano, que se representou com muito êxito no teatro do Gymnasio, e se publicou em 1876.

1. ↑  Paulo Jorge Fernandes. «O governo de Setúbal antes da República (1900-1905)» (PDF). Faculdade de Ciências Sociais e Humanas da Universidade Nova de Lisboa. Consultado em 19 de agosto de 2022